# Liste der Kulturdenkmäler in Niederkaufungen
Die Liste der Kulturdenkmäler in Niederkaufungen enthält alle Kulturdenkmäler in Niederkaufungen. Die Kulturdenkmäler für Oberkaufungen befinden sich in der Liste der Kulturdenkmäler in Oberkaufungen.

## Legende
- Bezeichnung: Nennt den Namen, die Bezeichnung oder die Art des Kulturdenkmals.
- Lage: Nennt den Straßennamen und wenn vorhanden die Hausnummer des Kulturdenkmals. Die Grundsortierung der Liste erfolgt nach dieser Adresse. Der Link „Karte“ führt zu verschiedenen Kartendarstellungen und nennt die Koordinaten des Kulturdenkmals.
- Datierung: Gibt die Datierung an; das Jahr der Fertigstellung bzw. den Zeitraum der Errichtung. Eine Sortierung nach Jahr ist möglich.
- Beschreibung: Nennt bauliche und geschichtliche Einzelheiten des Kulturdenkmals, vorzugsweise die Denkmaleigenschaften.
- Objekt-Nr: Gibt, sofern vorhanden, die vom Landesamt für Denkmalpflege vergebene Objekt-ID des Kulturdenkmals an.

### Gesamtanlage
| Bild                                                 | Bezeichnung                                          | Lage | Beschreibung                                                                                         | Bauzeit | Objekt-Nr. |
| ---------------------------------------------------- | ---------------------------------------------------- | --- | --- | ------- | ---------- |
| historischer Ortskern                                | historischer Ortskern                                | Am Haferbach 1-2A; Bergstraße; Hinter der Schule 3; Inselweg; Kirchplatz; Kirchweg; Mittelstraße; Mühlenstraße; Raiffeisenstraße 3-15, 4-14; Steinweg 1-39, 2-6; Wilhelmstraße 1-13; Windhäuser Straße 2-12, 13-17. Lage | Gesamtanlage                                                                                         |         | 88357 DDB  |
| Bild gesucht BW                                      |                                                      | Am Haferbach 1 Lage | |         | 87791 DDB  |
|                                                      |                                                      | Am Haferbach 2 Lage | |         | 87624 DDB  |
| Bild gesucht BW                                      |                                                      | Am Haferbach 2A Lage | |         | 87644 DDB  |
| Bild gesucht BW                                      |                                                      | Bachstraße 5 Lage | (nur als Teil der Gesamtanlage)                                                                      |         |            |
|                                                      |                                                      | Bachstraße 7 Lage | (nur als Teil der Gesamtanlage), Neubau                                                              |         | 897938     |
|                                                      |                                                      | Bachstraße 9 Lage | (nur als Teil der Gesamtanlage), Neubau, zwei alte Zaunpfeiler aus Sandstein sind erhalten geblieben |         | 960865     |
| Bild gesucht BW                                      |                                                      | Bergstraße 1 Lage | (nur als Teil der Gesamtanlage)                                                                      |         | 897936     |
| Bild gesucht BW                                      |                                                      | Bergstraße 2 Lage | (nur als Teil der Gesamtanlage)                                                                      |         | 897905     |
| Bild gesucht BW                                      | Hofanlage                                            | Bergstraße 4 Lage | |         | 87628 DDB  |
| Bild gesucht BW                                      |                                                      | Bergstraße 6 Lage | (nur als Teil der Gesamtanlage)                                                                      |         | 897904     |
| Bild gesucht BW                                      |                                                      | Bergstraße 8 Lage | (nur als Teil der Gesamtanlage)                                                                      |         | 897903     |
| Bild gesucht BW                                      |                                                      | Bergstraße 8A Lage | (nur als Teil der Gesamtanlage)                                                                      |         | 897918     |
| Bild gesucht BW                                      |                                                      | Bergstraße 10 Lage | (nur als Teil der Gesamtanlage)                                                                      |         | 897901     |
| Bild gesucht BW                                      |                                                      | Bergstraße 12 Lage | (nur als Teil der Gesamtanlage)                                                                      |         | 897902     |
| Bild gesucht BW                                      |                                                      | Bergstraße 14 Lage | (nur als Teil der Gesamtanlage)                                                                      |         | 897933     |
| Bild gesucht BW                                      |                                                      | Bergstraße 16 Lage | (nur als Teil der Gesamtanlage)                                                                      |         | 897908     |
|                                                      |                                                      | Erngäßchen 3 Lage | (nur als Teil der Gesamtanlage)                                                                      |         | 960866     |
| Bild gesucht BW                                      |                                                      | Hinter der Schule 3 Lage | |         | 87629 DDB  |
|                                                      |                                                      | Inselweg 1 Lage | (nur als Teil der Gesamtanlage)                                                                      |         | 897887     |
|                                                      |                                                      | Inselweg 3 Lage | |         | 87631 DDB  |
|                                                      |                                                      | Inselweg 5 Lage | (nur als Teil der Gesamtanlage)                                                                      |         | 897888     |
|                                                      |                                                      | Inselweg 9 Lage | (nur als Teil der Gesamtanlage), Neubau                                                              |         | 897895     |
| evangelische Kirche                                  | evangelische Kirche                                  | Kirchplatz 7 Lage | |         | 87633 DDB  |
| Bild gesucht BW                                      | Grabstein                                            | Kirchplatz Lage | |         | 87634 DDB  |
| Bild gesucht BW                                      |                                                      | Kirchplatz 1 Lage | |         | 87632 DDB  |
| Bild gesucht BW                                      |                                                      | Kirchplatz 2 Lage | |         | 87635 DDB  |
| Bild gesucht BW                                      |                                                      | Kirchplatz 3 Lage | (nur als Teil der Gesamtanlage)                                                                      |         | 960864     |
|                                                      |                                                      | Kirchplatz 4 Lage | |         | 87636 DDB  |
| Bild gesucht BW                                      |                                                      | Kirchplatz 5 Lage | |         | 87637 DDB  |
|                                                      |                                                      | Kirchplatz 6 Lage | |         | 87638 DDB  |
| ehemalige Schule                                     | ehemalige Schule                                     | Kirchplatz 9 Lage | |         | 87639 DDB  |
| Bild gesucht BW                                      |                                                      | Kirchplatz 10 Lage | (nur als Teil der Gesamtanlage)                                                                      |         | 960868     |
| Bild gesucht BW                                      |                                                      | Kirchplatz 11 Lage | (nur als Teil der Gesamtanlage)                                                                      |         | 897920     |
| Bild gesucht BW                                      |                                                      | Kirchplatz 11A Lage | (nur als Teil der Gesamtanlage)                                                                      |         | 897921     |
| Bild gesucht BW                                      |                                                      | Kirchplatz 12 Lage | |         | 87640 DDB  |
| Bild gesucht BW                                      |                                                      | Kirchplatz 15 Lage | |         | 87641 DDB  |
| Bild gesucht BW                                      |                                                      | Kirchplatz 15A Lage | (nur als Teil der Gesamtanlage)                                                                      |         | 897919     |
| Bild gesucht BW                                      |                                                      | Kirchplatz 16 Lage | (nur als Teil der Gesamtanlage)                                                                      |         | 897912     |
| Bild gesucht BW                                      |                                                      | Kirchplatz 17 Lage | |         | 87642 DDB  |
| Bild gesucht BW                                      |                                                      | Kirchplatz 19 Lage | (nur als Teil der Gesamtanlage)                                                                      |         | 960867     |
| Bild gesucht BW                                      |                                                      | Kirchplatz 21 Lage | (nur als Teil der Gesamtanlage)                                                                      |         | 897913     |
|                                                      |                                                      | Kirchweg 1 Lage | |         | 87643 DDB  |
|                                                      |                                                      | Kirchweg 3 Lage | (nur als Teil der Gesamtanlage)                                                                      |         | 897907     |
|                                                      |                                                      | Kirchweg 6 Lage | |         | 897907     |
|                                                      |                                                      | Mittelstraße 1 Lage | (nur als Teil der Gesamtanlage)                                                                      |         | 897877     |
|                                                      |                                                      | Mittelstraße 2 Lage | |         | 87651 DDB  |
|                                                      |                                                      | Mittelstraße 3 Lage | (nur als Teil der Gesamtanlage)                                                                      |         | 897878     |
|                                                      |                                                      | Mittelstraße 5 Lage | |         | 87652 DDB  |
|                                                      |                                                      | Mittelstraße 6 Lage | (nur als Teil der Gesamtanlage)                                                                      |         | 897886     |
|                                                      |                                                      | Mittelstraße 7 Lage | |         | 87653 DDB  |
|                                                      |                                                      | Mittelstraße 8 Lage | (nur als Teil der Gesamtanlage)                                                                      |         | 897885     |
|                                                      |                                                      | Mittelstraße 9 Lage | (nur als Teil der Gesamtanlage)                                                                      |         | 897898     |
|                                                      |                                                      | Mittelstraße 10 Lage | |         | 87654 DDB  |
|                                                      |                                                      | Mittelstraße 11 Lage | |         | 87655 DDB  |
|                                                      |                                                      | Mittelstraße 14 Lage | |         | 87656 DDB  |
|                                                      |                                                      | Mittelstraße 16 Lage | |         | 87657 DDB  |
|                                                      |                                                      | Mittelstraße 18 Lage | zweiseitige Hofanlage                                                                                |         | 87658 DDB  |
|                                                      |                                                      | Mittelstraße 19 Lage | |         | 87659 DDB  |
| ehemaliges Gasthaus                                  | ehemaliges Gasthaus                                  | Mittelstraße 20 Lage | |         | 87660 DDB  |
|                                                      |                                                      | Mittelstraße 21 Lage | (nur als Teil der Gesamtanlage)                                                                      |         | 897899     |
|                                                      |                                                      | Mittelstraße 22 Lage | (nur als Teil der Gesamtanlage)                                                                      |         | 897929     |
|                                                      |                                                      | Mittelstraße 23 Lage | |         | 87661 DDB  |
|                                                      |                                                      | Mittelstraße 24 Lage | |         | 87662 DDB  |
|                                                      |                                                      | Mittelstraße 27 Lage | |         | 87663 DDB  |
|                                                      |                                                      | Mühlenstraße 1 Lage | (nur als Teil der Gesamtanlage)                                                                      |         | 897934     |
|                                                      |                                                      | Mühlenstraße 2 Lage | (nur als Teil der Gesamtanlage), Neubau                                                              |         | 897879     |
|                                                      |                                                      | Mühlenstraße 2A Lage | (nur als Teil der Gesamtanlage), Neubau                                                              |         | 897927     |
|                                                      |                                                      | Mühlenstraße 3 Lage | (nur als Teil der Gesamtanlage)                                                                      |         | 897914     |
|                                                      |                                                      | Mühlenstraße 4 Lage | |         | 87666 DDB  |
|                                                      |                                                      | Mühlenstraße 6 Lage | |         | 87667 DDB  |
|                                                      |                                                      | Mühlenstraße 6A Lage | |         | 87668 DDB  |
| Bild gesucht BW                                      |                                                      | Mühlenstraße 6B Lage | (nur als Teil der Gesamtanlage)                                                                      |         | 897937     |
| Bild gesucht BW                                      |                                                      | Mühlenstraße 7 Lage | (nur als Teil der Gesamtanlage), Neubau                                                              |         | 897894     |
|                                                      |                                                      | Mühlenstraße 8 Lage | |         | 87669 DDB  |
|                                                      |                                                      | Mühlenstraße 8a Lage | |         | 87670 DDB  |
| Bild gesucht BW                                      |                                                      | Mühlenstraße 9 Lage | (nur als Teil der Gesamtanlage), Neubau                                                              |         | 897893     |
|                                                      |                                                      | Mühlenstraße 10 Lage | |         | 87671      |
|                                                      |                                                      | Mühlenstraße 14 Lage | |         | 87672 DDB  |
|                                                      |                                                      | Mühlenstraße 14A Lage | (nur als Teil der Gesamtanlage)                                                                      |         | 897896     |
| Brücke und Mühlgraben                                | Brücke und Mühlgraben                                | Mühlgraben (vor Mittelstraße 5) Lage | |         | 87664 DDB  |
| Brücke und Mühlgraben                                | Brücke und Mühlgraben                                | Mühlgraben (vor Mittelstraße 7) Lage | |         | 87665 DDB  |
| Bild gesucht BW                                      |                                                      | Raiffeisenstraße 3 Lage | |         | 87674 DDB  |
|                                                      |                                                      | Raiffeisenstraße 4 Lage | |         | 87675 DDB  |
|                                                      |                                                      | Raiffeisenstraße 5 Lage | |         | 87676 DDB  |
|                                                      |                                                      | Raiffeisenstraße 6 Lage | (nur als Teil der Gesamtanlage)                                                                      |         | 897924     |
|                                                      |                                                      | Raiffeisenstraße 7 Lage | |         | 87677 DDB  |
|                                                      |                                                      | Raiffeisenstraße 8 Lage | (nur als Teil der Gesamtanlage)                                                                      |         | 954890     |
| Bild gesucht BW                                      |                                                      | Raiffeisenstraße 8A Lage | (nur als Teil der Gesamtanlage)                                                                      |         | 897922     |
|                                                      |                                                      | Raiffeisenstraße 9 Lage | |         | 87678 DDB  |
|                                                      |                                                      | Raiffeisenstraße 10 Lage | (nur als Teil der Gesamtanlage)                                                                      |         | 897925     |
| Bild gesucht BW                                      |                                                      | Raiffeisenstraße 10A Lage | (nur als Teil der Gesamtanlage)                                                                      |         | 897928     |
| Bild gesucht BW                                      |                                                      | Raiffeisenstraße 11 Lage | |         | 87679 DDB  |
|                                                      |                                                      | Raiffeisenstraße 12 Lage | (nur als Teil der Gesamtanlage)                                                                      |         | 897926     |
| Bild gesucht BW                                      |                                                      | Raiffeisenstraße 13 Lage | |         | 87680 DDB  |
|                                                      |                                                      | Raiffeisenstraße 14 Lage | (nur als Teil der Gesamtanlage)                                                                      |         | 897880     |
|                                                      |                                                      | Raiffeisenstraße 14A Lage | (nur als Teil der Gesamtanlage)                                                                      |         | 897923     |
|                                                      |                                                      | Raiffeisenstraße 15 Lage | (nur als Teil der Gesamtanlage)                                                                      |         | 897932     |
| Bild gesucht BW                                      |                                                      | Steinweg 1 Lage | (nur als Teil der Gesamtanlage)                                                                      |         | 897930     |
|                                                      |                                                      | Steinweg 2 Lage | |         | 87681 DDB  |
| Bild gesucht BW                                      |                                                      | Steinweg 3 Lage | (nur als Teil der Gesamtanlage)                                                                      |         | 897931     |
| Wohnhaus                                             | Wohnhaus                                             | Steinweg 4 Lage | |         | 87682 DDB  |
| Bild gesucht BW                                      |                                                      | Steinweg 5 Lage | |         | 87683 DDB  |
|                                                      |                                                      | Steinweg 6 Lage | (nur als Teil der Gesamtanlage)                                                                      |         | 897889     |
| Bild gesucht BW                                      |                                                      | Steinweg 7 Lage | |         | 87684 DDB  |
| Bild gesucht BW                                      |                                                      | Steinweg 7A Lage | (nur als Teil der Gesamtanlage)                                                                      |         | 897897     |
| Bild gesucht BW                                      |                                                      | Steinweg 8 Lage | (nur als Teil der Gesamtanlage)                                                                      |         |            |
| Bild gesucht BW                                      | Wohnhaus                                             | Steinweg 9 Lage | |         | 87685 DDB  |
| Bild gesucht BW                                      |                                                      | Steinweg 11 Lage | (nur als Teil der Gesamtanlage)                                                                      |         | 897935     |
|                                                      |                                                      | Steinweg 13 Lage | (nur als Teil der Gesamtanlage)                                                                      |         | 897884     |
|                                                      |                                                      | Steinweg 15 Lage | |         | 87686 DDB  |
|                                                      |                                                      | Steinweg 17 Lage | |         | 87687 DDB  |
| Bild gesucht BW                                      |                                                      | Steinweg 19 Lage | (nur als Teil der Gesamtanlage)                                                                      |         | 897883     |
| Bild gesucht BW                                      |                                                      | Steinweg 21 Lage | |         | 87688 DDB  |
| Bild gesucht BW                                      |                                                      | Steinweg 23 Lage | |         | 87689 DDB  |
| Bild gesucht BW                                      |                                                      | Steinweg 25 Lage | (nur als Teil der Gesamtanlage)                                                                      |         | 897882     |
| Bild gesucht BW                                      |                                                      | Steinweg 27 Lage | (nur als Teil der Gesamtanlage)                                                                      |         | 897881     |
| Bild gesucht BW                                      |                                                      | Steinweg 29 Lage | (nur als Teil der Gesamtanlage)                                                                      |         | 897892     |
| Bild gesucht BW                                      |                                                      | Steinweg 31 Lage | |         | 87690 DDB  |
|                                                      |                                                      | Steinweg 33 Lage | |         | 87691 DDB  |
|                                                      |                                                      | Steinweg 35 Lage | |         | 87692 DDB  |
|                                                      |                                                      | Steinweg 35A Lage | (nur als Teil der Gesamtanlage)                                                                      |         | 897891     |
|                                                      |                                                      | Steinweg 37 Lage | (nur als Teil der Gesamtanlage)                                                                      |         | 897890     |
| Bild gesucht BW                                      |                                                      | Steinweg 37a Lage | (nur als Teil der Gesamtanlage), Neubau                                                              |         | 960869     |
|                                                      |                                                      | Steinweg 39 Lage | |         | 87693      |
|                                                      |                                                      | Steinweg 41 Lage | |         | 87693 DDB  |
|                                                      |                                                      | Wilhelmstraße 1 Lage | |         | 87694 DDB  |
| Bild gesucht BW                                      |                                                      | Wilhelmstraße 3 Lage | (nur als Teil der Gesamtanlage)                                                                      |         | 897917     |
| Bild gesucht BW                                      |                                                      | Wilhelmstraße 5 Lage | (nur als Teil der Gesamtanlage)                                                                      |         | 897916     |
| Bild gesucht BW                                      |                                                      | Wilhelmstraße 9 Lage | (nur als Teil der Gesamtanlage)                                                                      |         | 897900     |
| Bild gesucht BW                                      |                                                      | Wilhelmstraße 11 Lage | |         | 87696 DDB  |
| Bild gesucht BW                                      |                                                      | Wilhelmstraße 13 Lage | |         | 87698 DDB  |
| Brücken über die Losse und den ehemaligen Mühlgraben | Brücken über die Losse und den ehemaligen Mühlgraben | Windhäuser Straße Lage | |         | 87709 DDB  |
|                                                      |                                                      | Windhäuser Straße 2 Lage | (nur als Teil der Gesamtanlage)                                                                      |         | 897915     |
|                                                      |                                                      | Windhäuser Straße 4 Lage | |         | 87700 DDB  |
| ehemalige Ölmühle                                    | ehemalige Ölmühle                                    | Windhäuser Straße 6 Lage | |         | 87701 DDB  |
|                                                      |                                                      | Windhäuser Straße 8 Lage | (nur als Teil der Gesamtanlage)                                                                      |         | 897909     |
|                                                      |                                                      | Windhäuser Straße 10 Lage | |         | 87702 DDB  |
|                                                      |                                                      | Windhäuser Straße 10A Lage | |         | 87703 DDB  |
|                                                      |                                                      | Windhäuser Straße 10B Lage | (nur als Teil der Gesamtanlage), Neubau                                                              |         | 897911     |
|                                                      |                                                      | Windhäuser Straße 12 Lage | (nur als Teil der Gesamtanlage)                                                                      |         | 897910     |
|                                                      |                                                      | Windhäuser Straße 13 Lage | |         | 87704 DDB  |
|                                                      |                                                      | Windhäuser Straße 17 Lage | |         | 87705 DDB  |

### Einzeldenkmäler
| Bild                      | Bezeichnung               | Lage                      | Beschreibung | Bauzeit | Objekt-Nr. |
| ------------------------- | ------------------------- | ------------------------- | ------------ | ------- | ---------- |
| Bild gesucht BW           |                           | Am Haferbach 4 Lage       |              |         | 87625 DDB  |
| Bild gesucht BW           |                           | Am Haferbach 9 Lage       |              |         | 87626 DDB  |
| ehemaliges Bahnwärterhaus | ehemaliges Bahnwärterhaus | Bahnhofstraße 13 Lage     |              |         | 87627 DDB  |
|                           |                           | Hopfenweg 3 Lage          |              |         | 87630 DDB  |
| Bild gesucht BW           | ehemalige Mühle           | Im Bruche Lage            |              |         | 87671 DDB  |
| Wehr                      | Wehr                      | Im Bruche Lage            |              |         | 87708 DDB  |
|                           |                           | Leipziger Straße 219 Lage |              |         | 87645 DDB  |
| Schule                    | Schule                    | Leipziger Straße 263 Lage |              |         | 87646 DDB  |
|                           |                           | Leipziger Straße 268 Lage |              |         | 87647 DDB  |
|                           |                           | Leipziger Straße 269 Lage |              |         | 87648 DDB  |
|                           |                           | Leipziger Straße 271 Lage |              |         | 87649 DDB  |
|                           |                           | Leipziger Straße 273 Lage |              |         | 87650 DDB  |
| Bild gesucht BW           | Erlenbrücke               | Losse (Mühlenstraße) Lage |              |         | 87673 DDB  |
| Bild gesucht BW           |                           | Wilhelmstraße 8 Lage      |              |         | 87695 DDB  |
| Bild gesucht BW           |                           | Wilhelmstraße 12 Lage     |              |         | 87697 DDB  |
| Bild gesucht BW           |                           | Wilhelmstraße 16 Lage     |              |         | 87699 DDB  |
|                           |                           | Windhäuser Straße 24 Lage |              |         | 87706 DDB  |
| Grabsteine                | Grabsteine                | Windhäuser Straße 26 Lage |              |         | 87707 DDB  |